# بيليي يار (هانتي-مانسيجا)
بيليي يار (بالروسية: Белый Яр) هي مدينة في مقاطعة أوكروغ خانتي - مانسي الذاتية في روسيا.
يبلغ عدد سكانها حوالي 14079 نسمة.